# Szakszaul
A szakszaul (Haloxylon ammodendron) a disznóparéjfélék (Amaranthaceae) családjába tartozó faj. A szakszaul nevet használják még a fehér szakszaul (Haloxylon persicum) és a fekete szakszaul (Haloxylon aphyllum) megnevezésére is.

## Jellemzői

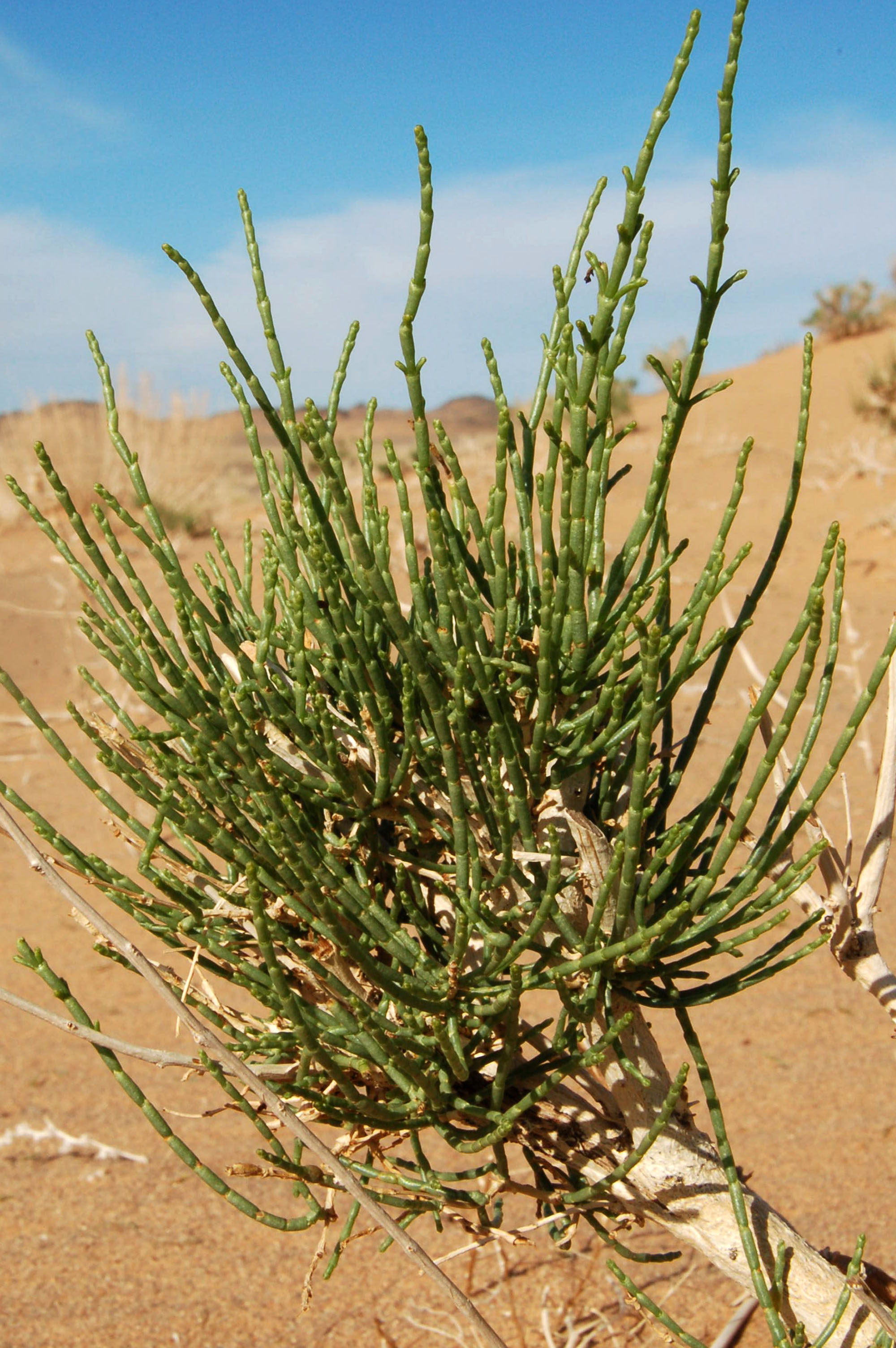

A növény a táplálékszegény homokos talajt kedveli, és megmarad az erősen lúgos, szikes talajon is. Szárazságtűrő, jól viseli a szélsőséges hidegeket, de árnyékos helyen nem marad meg.
A szakszaulok mérete valahol a kisebb fák és nagyobb bokrok közötti, ritkán nőnek 4-5 méternél magasabbra. Rendkívül lassan növekszik. Törzse rendszerint göcsörtös, kérge sima, szivacsos, jó nedvszívó. Levelei henger alakúak, 5-15 centiméter hosszúak. Apró sárga virágait június végén, július elején hozza.

## Elterjedése
Leggyakrabban Közép-Ázsia sivatagos területein fordul elő, főképp a turkesztáni homok- és sós sivatagokban, valamint Mongólia területén. Elszórtan az iráni sivatagokban és Afrika területén is megtalálható.

## Felhasználása
A Góbi-sivatagban az egyetlen fás szárú növényként nagyon fontos szerepet tölt be a nomádok életében, ugyanis az itt élők számára ez az egyetlen növényi tüzelőanyag.
Az 1950-es évektől kezdve erdészetileg telepítik. Ezzel megoldható a sivatagi népek tűzifával való ellátása, valamint a sivatagi homok és télen a hó megfogása. Emellett párologtatásával növeli a levegő páratartalmát, csökkenti a hőmérsékletet és egyenletesebb mikroklímát alakít ki.

## Külső hivatkozások
- Adatlap a GRIN Taxonomy for Plants oldalán (angol)